# Brug 816
Brug 816 is een vaste brug in Amsterdam-Zuid.
De brug is gelegen tussen de straten De Klencke en Dikninge en dateert van ongeveer 1963/1964. Deze brug maakt deel uit van een hele serie bruggen die Dirk Sterenberg van de Dienst der Publieke Werken voor Buitenveldert ontwierp. Ze hebben allemaal hetzelfde uiterlijk. Zo is brug 816 een kopie van brug 815, gelegen op de grens van het Gijsbrecht van Amstelpark. Ook brug 816 heeft drie doorvaarten, waarvan de middelste de breedste is. Wat bij brug 816 duidelijker naar voren komt is dat de beide brughelften los van elkaar staan: twee brugpijlers met V-vormige draagstukken sluiten op elkaar aan. Brug 816 is grotendeels van beton, net als landhoofden etc. De leuningen zijn van metaal dat groen geverfd is met daarin verwerkt een witte band tegen het doorvallen. De brug is circa twintig meter lang en 3,64 meter breed.

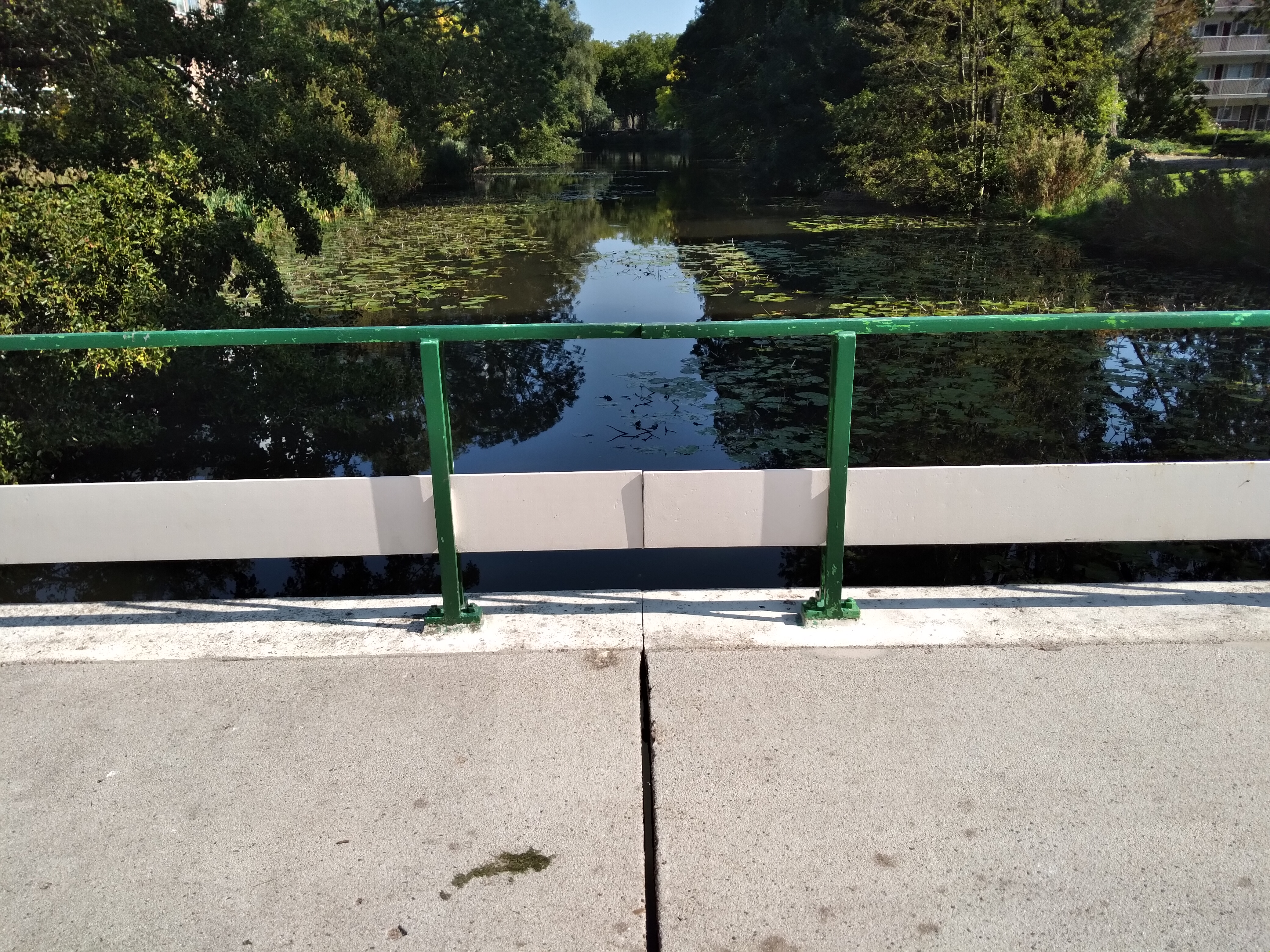
Brug in twee helften (september 2020)

<<< · 801 · 802 · 803 · 804 · 805 · 808 · 811 · 812 · 813 · 814 · 815 · 816 · 817 · 818 · 819 · 820 · 821 · 822 · 823 · 824 · 825 · 826 · 827 · 828 · 829 · 830 · 831 · 832 · 833 · 834 · 835 · 836 · 837 · 838 · 839 · 840 · 841 · 842 · 844 · 845 · 846 · 848 · 849 · 850 ·  854 · 856 · 857 · 858 · 859 · 860 · 863 · 864 · 865 · 866 · 867 · 868 · 869 · 870 · 871 · 872 · 873 · 875 · 876 · 877 · 889 · 890 · 891 · 892 · 893 · 895 · 896 · 897 · 898 · 899 · >>>
Brugnummers 800, 806, 807, 809, 810, 843 (gesloopt, Uilenstede, Amstelveen), 847 (Uilenstede, Amstelveen) , 851 (gesloopt, Dirk Sterenberg), 852 (gesloopt, Dirk Sterenberg), 853 (gesloopt, Dirk Sterenberg), 855, 861, 862, 874, 878, 879, 880, 881, 882, 883, 884, 885, 886, 887, 888, 894 zijn niet (meer) vergeven.